# Dagmar Käsling
Dagmar Käsling   (Magdeburg, 15 de febrer de 1947), coneguda també amb el nom de casada Dagmar Lühnenschloss, va ser una atleta alemanya, especialista en els curses de velocitat, que va competir per la República Democràtica Alemanya, durant les dècades de 1960 i 1970.
El 1972 va prendre part en els Jocs Olímpics de Múnic, on va guanyar la medalla d'or en la prova dels 4x400 metres relleus del programa d'atletisme. Formà equip amb Rita Kühne, Helga Seidler i Monika Zehrt, les quals milloraren en dues ocasions el rècord del món de l'especialitat. En aquests mateixos Jocs fou setena en la cursa dels 400 metres.
Posteriorment treballà com a professora a l'Institut de Ciències de l'Esport de la Universitat de Otto-von-Guericke Magdeburg en els camps de la formació en ciències i atletisme.

## Millors marques
- 400 metres. 51.5" (1972)[2][1]